# 불러다람쥐
불러다람쥐(Neotamias bulleri)는 다람쥐과에 속하는 설치류의 일종이다. 멕시코의 토착종이다.

## 특징
꼬리 길이 8.4~10.4cm를 제외한 몸길이가 13~13.5cm이다. 몸무게는 약 66~105g이다.

## 분포
멕시코 중부의 토착종으로 두랑고주 시에라 마드레 옥시덴탈 산맥과 사카테카스주 서부, 할리스코주 북부에서 발견된다.